# Esan Football Club
Pour les articles homonymes, voir Esan.
L'Esan Football Club est un club nigérian de football basé à Uromi, fondé en 1984.

## Histoire
Le club participe une seule fois à une compétition continentale, lors de la Coupe d'Afrique des vainqueurs de coupe 1989. Lors de cette compétition, le club s'incline en finale contre l'équipe soudanaise d'Al Merreikh Omdurman.

## Palmarès
- Coupe d'Afrique des vainqueurs de coupe
  - Finaliste : 1989.

- Coupe du Nigeria
  - Finaliste : 1988.